# Zune
Zune foi uma marca registrada de media players portáteis que reproduziam mídia digital, como músicas MP3, vídeo e fotos, produzido pela Microsoft. Era também o nome do software associado a esses leitores portáteis, bem como o nome do serviço de compra de música online com total compatibilidade com os aparelhos, chamado Zune Marketplace.

## História

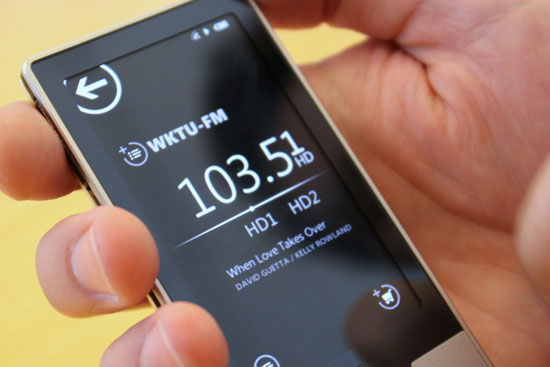
Zune HD de 2009.

O primeiro modelo da marca, com 30GB de disco rígido, foi lançado no conglomerado da Microsoft Corporation nos Estados Unidos em 14 de Novembro de 2006 por Bill Gates. Os seguintes modelos do aparelho podiam ter 4, 8 e 80 GB de memória. Alguns jogos foram desenvolvidos para o Zune, alguns podiam até ser jogados por mais de uma pessoa por Wi-Fi.
O primeiro modelo do Zune, além de reproduzir música e permitir a visualização de vídeos e de fotos, possuía conectividade Wi-Fi para que vários Zunes pudessem transferir músicas entre si, que pudiam ser reproduzidas no aparelho receptor até três vezes. Entretanto, não se conectavam a nenhum computador com recursos Wi-Fi. Além disso, a Microsoft introduziu no Zune um sistema de proteção que protege qualquer mídia introduzida nele contra cópias, o que pode parecer estranho para alguns utilizadores.
Em 2011 os leitores MP3 da linha Zune foram descontinuados.
No dia 15 de novembro de 2015 a plataforma de música digital foi desligada de vez e terminou assim um dos projetos menos bem sucedidos da empresa norte-americana.
Por causa desta decisão os leitores Zune que tinham capacidade de reprodução de música via streaming transformaram-se em simples leitores MP3.

## Zune Marketplace
O Zune Marketplace era um serviço online semelhante ao URGE da MTV que disponibilizava milhões de músicas para compra utilizando um sistema de pontos, os Microsoft Points (também utilizados no Xbox Live), que podiam ser trocados pelas músicas pretendidas. No entanto, a compra de músicas podia também ser feita por um sistema de subscrição mensal, em que o utilizador apenas tem de adquirir um Zune Pass para descarregar as músicas que pretende do Zune Marketplace. O único problema é que o Zune Marketplace era a única loja online que disponibiliza músicas para compra via Zune, assim como a iTunes Store para o iPod.